# Prosper Kontiebo
Prosper Kontiebo, né le 25 septembre 1960 à Boassa, est un évêque catholique burkinabè, évêque de Tenkodogo de 2012 à 2023, puis archevêque métropolitain de Ouagadougou depuis 2023.

## Biographie
Prosper Kontiebo est ordonné prêtre le 7 juillet 1990 dans l'Ordre camillien. Pendant de nombreuses années, il exerce son sacerdoce dans les paroisses camilliennes comme maître d'école. En 2010, il est élu supérieur de la vice-province du Burkina de l'ordre.
Le 11 février 2012, il est nommé premier évêque du diocèse de Tenkodogo, créé à la même date, par le pape Benoît XVI. Il est ordonné évêque par l'archevêque de Koupéla, Séraphin François Rouamba, le 2 juin de la même année ; Les co-consécrateurs sont Philippe Ouédraogo, archevêque de Ouagadougou, et Thomas Kaboré, évêque de Kaya,.
Le 16 octobre 2023, il est nommé par le pape François, archevêque métropolitain de Ouagadougou,. Il est installé le 16 décembre suivant.